# 2013 en Belgique
Chronologie de la Belgique
- 2009
- 2010
- 2011
- 2012
- 2013
- 2014
- 2015
- 2016
- 2017

Cette page concerne des événements qui se sont produits durant l'année 2013 du calendrier grégorien en Belgique.

## Chronologie

### Janvier
- 18 janvier : le Service de sécurité et d'interopérabilité des chemins de fer, organe de contrôle ferroviaire, interdit la circulation des trains Fyra sur le territoire belge. Des problèmes techniques importants rencontrés depuis décembre 2012 (avaries, rames hors service, perte de tôle le long de la ligne) justifient cette interdiction.

### Mars
- 5 mars : démission du ministre des Finances Steven Vanackere, à la suite du scandale financier lié à la banque Belfius.

### Avril
- 14 avril : accident de bus dans les environs de Ranst, faisant cinq morts.

### Mai
- 4 mai : un train de marchandises transportant des produits chimiques inflammables déraille entre Schellebelle et Wetteren (ligne 50). Plusieurs wagons explosent et prennent feu. On dénombre un mort et une centaine de personnes intoxiquées par les émanations de gaz. Près de deux mille personnes sont relogées temporairement par précaution.
- 31 mai : à la suite d'une inspection approfondie des rames de train V250, la SNCB décide d'interrompre définitivement le projet Fyra et de casser le contrat signé avec le constructeur italien AnsaldoBreda. Trois jours plus tard, les Nederlandse Spoorwegen, chemins de fer néerlandais, décident à leur tour de supprimer le service de trains Fyra. De son côté, la firme AnsaldoBreda réfute les accusations des chemins de fer belges et néerlandais.

### Juin
- 29 juin : le trafic ferroviaire reprend normalement sur la ligne 50.

### Juillet
- 3 juillet à 18 h : dans une allocution radiotélévisée à la Nation, le roi Albert II annonce qu'il abdiquera le 21 juillet prochain[1].
- 21 juillet : Fête nationale
  - Abdication du roi Albert II
  - Prestation de serment du roi Philippe.

### Octobre
- 19 octobre : un Pilatus PC-6 Turbo Porter s'écrase à Marchovelette. On dénombre onze morts[2].

## Culture

### Littérature
- Prix Rossel : Alain Berenboom, Monsieur Optimiste (Genèse Édition)[3].
- La Nostalgie heureuse, d'Amélie Nothomb.
- Nue, de Jean-Philippe Toussaint.

### Musique
- Concours musical international Reine Élisabeth de Belgique 2013 (piano)

## Sciences
- Prix Abel : Pierre Deligne[4].
- Prix Nobel de physique attribué au Belge François Englert (ULB) et au Britannique Peter Higgs, pour « la découverte théorique d'un mécanisme qui contribue à notre compréhension de l'origine de la masse des particules subatomiques et qui a été confirmé récemment au travers de la découverte de la présupposée particule fondamentale par les expériences ATLAS et CMS au Large Hadron Collider du CERN »[5].
- Prix Francqui : Olivier De Schutter (UCL)[6].
- Prix Prince des Asturies de recherche scientifique et technique : François Englert (ULB), aux côtés de Peter Higgs et du CERN[7].

## Décès
- 3 janvier : Ferdel Schröder, homme politique
- 6 janvier : Bart van den Bossche, chanteur
- 30 janvier : Roger Raveel, artiste peintre
- 11 février : Jacques Hoyaux, homme politique
- 13 février : Robert Senelle, constitutionnaliste
- 23 février : 
  - Pierre Mainil, homme politique
  - Julien Ries, cardinal, anthropologue, historien des religions
  - Maurice Rosy, auteur de bande dessinée
- 27 février : Vital Loraux, arbitre de football
- 6 mars : Ward de Ravet, acteur
- 7 mars : Comès, auteur de bande dessinée
- 14 mars : 
  - François Narmon, homme d'affaires
  - Vic Nees, compositeur
- 17 mars : François Sermon, joueur de football
- 25 mars : Franck-Olivier Bonnet, acteur (mort à Paris)
- 30 mars : Paul Halter, résistant et déporté
- 24 avril : Robert Maréchal
- 4 mai : 
  - Christian de Duve, médecin, biochimiste, lauréat du prix Nobel de physiologie ou médecine
  - Jacques Stockman, joueur de football
- 13 mai : André Denys, homme politique
- 15 mai : Charles Kleinberg, homme de théâtre
- 16 mai : Fred Funcken, auteur de bande dessinée et illustrateur
- 17 mai : Erik Silance, journaliste, réalisateur et producteur de télévision
- 22 mai : Éric Remacle, professeur de sciences politiques, lauréat du prix Francqui
- 13 juin : Christian Mercier, cascadeur
- 25 juin : Raymond Trousson, écrivain d'expression française
- 28 juin : Jacques Planchard, homme politique
- 1er juillet : Armand Baeyens, coureur cycliste
- 5 juillet : Fernand Flausch, plasticien, sculpteur et artiste peintre
- 11 juillet : Philippe Godding, juriste et historien du droit
- 20 juillet : Patrick Moriau, homme politique
- 27 juillet : Yves du Monceau de Bergendal, industriel et homme politique
- 31 juillet : Michel Donnet, aviateur
- 16 août : Pierre Puttemans, architecte, urbaniste, poète, essayiste et critique d'art
- 18 août : Willy Bal, écrivain d'expression wallonne
- 10 septembre : Anne-Sylvie Mouzon, femme politique
- 11 septembre : Fernand Boone, joueur de football
- 17 septembre : Pierre Macq, physicien, lauréat du prix Francqui et ancien recteur de l'UCL
- 20 septembre : Gilles Verlant, journaliste et animateur de radio et télévision
- 23 septembre : Hugo Raes, écrivain et poète d'expression néerlandaise
- 27 septembre : François Perin, professeur de droit constitutionnel et homme politique
- 9 octobre : Wilfried Martens, Premier ministre de 1979 à 1992
- 17 octobre : Lucien Froidebise, homme de théâtre
- 20 octobre : Thomas Blondeau, journaliste et écrivain de langue néerlandaise
- 15 novembre : Félix Geybels, joueur de football
- 23 novembre : Yvon Harmegnies, homme politique
- 26 novembre : Pierre Depré, journaliste sportif
- 30 novembre : Tabu Ley Rochereau, musicien et homme politique kino-congolais (mort à Bruxelles)
- 1er décembre : Dany Vandenbossche, homme politique
- 23 décembre : András Pándy :  pasteur d'origine hongroise, reconnu coupable de plusieurs assassinats

## Statistiques
- Population totale au 1er janvier 2013 : 11 161 642 habitants[8].